# Côte-des-Neiges–Notre-Dame-de-Grâce
Côte-des-Neiges-Notre-Dame-de-Grâce es un distrito de la ciudad de Montreal. Se extiende por una superficie de 20 km² y tiene una población de 163.110 habitantes aproximadamente.

## Educación
- Universidad Concordia, campus Loyola (rue Sherbrooke oeste).
- Universidad de Montreal (rue Édouard-Montpetit).